# 고산동초등학교
고산동초등학교는 대한민국 전라북도 완주군 고산면 소향리 318-1에 있었던 초등학교이다.

## 변천
- 1969년 12월 1일 삼기국민학교 용암분교로 설립
- 1971년 3월 1일 대아리국민학교로 승격
- 1982년 3월 1일 고산동국민학교로 교명 변경
- 1985년 2월 11일 병설유치원 인가
- 1996년 3월 1일 고산동초등학교로 개칭
- 2010년 3월 1일 폐교